# Klaus Eck (Journalist)
Klaus Eck, auch Nikolaus Eck, (* 8. November 1881 in Tölz; † 21. Mai 1929 in München) war ein deutscher Journalist und Verleger. Er wurde vor allem bekannt als der Schriftleiter des Miesbacher Anzeigers, der von 1919 bis 1921 Ludwig Thoma die anonyme Veröffentlichung antisemitischer und antisozialistischer Texte ermöglichte.

## Leben und Wirken
Klaus Eck wurde am 8. November 1881 im (damaligen Markt) Tölz geboren als Sohn der Eheleute Klaus und Ursula Eck. Er wuchs in Festenbach (heute Gemeinde Gmund) auf; sein Vater soll herzoglicher Braumeister gewesen sein, wenn man dem Nachruf der München-Augsburger Abendzeitung folgen darf.
Klaus Eck wurde „beim Schwaiger in Schaftlach“ groß gezogen; er sollte zunächst als Holzknecht in einem landwirtschaftlichen Betrieb arbeiten. Es scheint sich aber bald seine Fähigkeit zu schriftlicher Darstellung herausgestellt zu haben, sodass er beim Oberbaÿerischen Gebirgsboten des Ernst Vogler (Holzkirchen) als Volontär eingestellt wurde. Ab 1906 war er beim Miesbacher Anzeiger tätig, den er von März 1919 bis Juli 1922 als Pächter und zugleich Hauptschriftleiter übernahm.
Am 7. August 1907 heiratete Klaus Eck in Schaftlach Maria Hilgnrainer aus Waakirchen. Aus dieser Ehe gingen insgesamt elf Kinder hervor.
Im Zuge der ersten Münchner Räterepublik wurde Eck am 21. April 1919 (Ostermontag) von Rotgardisten in Miesbach verhaftet, wieder freigelassen und am folgenden Tag erneut festgenommen, da er einen Artikel Lache Bajazzo im Miesbacher Anzeiger verfasst hatte, der aber der Zensur zum Opfer fiel. Zusammen mit dem Rotgardisten Ernst Lacher wurde Eck nach München gebracht, dort aber nach zwei Tagen Untersuchungshaft von einem Revolutionstribunal freigesprochen. Auf Anordnung von Rudolf Eg(e)lhofer, dem 23-jährigen Stadtkommandanten und Kommandanten der „Roten Armee“ Münchens, wurde er zusammen mit Lacher und 30 Soldaten wieder zurück nach Miesbach geschickt mit dem Auftrag, die dort befindlichen 80 Rotgardisten zu entmachten, was aber nicht gelang. Diese Erlebnisse legte er in dem Heft Die Spartakl-Herrschaft im Bayerischen Oberland nieder.
In der Folgezeit formte Eck den Miesbacher Anzeiger zu einem rechtsradikalen Hetzblatt, indem er Autoren wie Ludwig Thoma, Bernhard Stempfle und Dietrich Eckart Gelegenheit bot, unter Pseudonymen antisemitische und antisozialistische Artikel zu veröffentlichen; teilweise stammten diese Artikel auch von ihm selbst. Die Verbindung mit Ludwig Thoma hielt der Miesbacher Apotheker Fritz Salzberger. Die Urheberschaft Thomas wurde zwar von vielen vermutet, von Eck jedoch auch bei diversen Prozessen nicht offengelegt, indem er stets behauptete, diese Artikel seien von ihm selbst verfasst. Der Miesbacher Anzeiger erfuhr unter Eck eine starke Steigerung der Auflage; er wurde sogar reichsweit bekannt. Im Juli 1922 trennte sich aber die Eigentümerin des Verlags, Creszentia Mayr, von Eck.
Nach dem 9. November 1923 (Niederschlagung des Hitlerschen Putschversuchs) wurde auch der Völkische Beobachter (VB), seit 18. Dezember 1920 die Kampfzeitung der NSDAP, verboten. Für den VB waren aber im Frühjahr 1923 zwei Rotationsdruckmaschinen angeschafft worden, um ihn als großformatige Tageszeitung drucken zu können. Der Druck erfolgte im Münchner Buchgewerbehaus M. Müller & Sohn, damals schon im Eigentum von Adolf Müller. Diese Druckmaschinen waren nun in keiner Weise mehr ausgelastet, weswegen Adolf Müller (als Verleger) und Klaus Eck (als Schriftleiter) auf die Idee kamen, für den Münchner Raum eine Mantelzeitung mit lokalen Ausgaben zu schaffen.
Die erste dieser Zeitungen (erste Ausgabe am 29. November 1923) war Der Oberbayerische Gebirgs=Bote, der durch die fast unveränderte Übernahme des bisherigen Kopfes aus dem Oberbaÿerischen Gebirgsboten entstand. Nach Übernahme oder Neueinrichtung von weiteren lokalen Blättern wurden diese zum Bayerischen Zeitungsblock zusammengefasst. Der Charakter des gemeinsamen, im Buchgewerbehaus produzierten Mantelteils war aber von Anfang an nicht mehr antisemitisch/antisozialistisch, sondern eher der Bayerischen Volkspartei nah, also christlich konservativ, antibolschewistisch und gegenüber den aufkommenden Nationalsozialisten skeptisch. Dies ist umso erstaunlicher, als ja im Buchgewerbehaus auch sämtliche Bücher und Zeitschriften des nationalsozialistischen Verlags Franz Eher Nachfolger gedruckt wurden.
Dem Bayerischen Zeitungsblock war ein großer Erfolg beschert; so konnte Eck 1924 sogar eine Miesbacher Zeitung etablieren und anschließend 1929 den Miesbacher Anzeiger übernehmen, dessen Name dann nur noch im Untertitel auftauchte. Bei Ecks Tod im Mai 1929 umfasste der Zeitungsblock ein Gebiet vom Ammersee bis zum Chiemsee und von der Hallertau bis zum Karwendel.
Ab dem 1. Januar 1928 gab es jeweils zum Wochenende in allen Ausgaben eine Seite Weißblauer Galgenhumor, die neben kurzen Geschichten stets auch eine oder mehrere Karikaturen des Kunstmalers Emil Kneiß zeigte. Diese Seite wurde auch von anderen Verlegern übernommen wie zum Beispiel von Otto Morsak für den Grafenauer Anzeiger.
Eck starb am 21. Mai 1929 nach einer Operation; er hinterließ seine Frau Maria mit elf Kindern – das jüngste war gerade sechs Jahre alt. Die Beerdigung Ecks versammelte einen „schier endlosen Zug von Trauernden“, in dessen Reihen sich Landtags- und Kreistagsabgeordnete, Bürgermeister, Vertreter bäuerlicher Standesorganisationen und zahlreiche Abordnungen von Trachtenvereinen des Oberlands befanden.

## Werke
- Die Spartakl-Herrschaft im bayer. Oberland Miesbach. ca. 1920. Digitalisat
- Auszüge aus dem Miesbacher Anzeiger: Gesammelte Aufsätze ernsten, heiteren, satyrischen und ähnlichen Inhalts. Herausgegeben von dem Verlage des Miesbacher Anzeiger unter der Schriftleitung von Klaus Eck. Miesbach 1921.
- Das Duftigste aus dem Miesbacher Anzeiger: gesammelte Aufsätze ernsten, heiteren, satyrischen und ähnlichen Inhalts. Miesbach 1921.
- So ein Saustall!: Altbairisches aus den finstersten Zeiten des Systems. Illustrationen von Eduard Thöny. Hrsg. Wilhelm v. Kloeber. K. Röhrig Verlag, München 1938.